# 小行星549
小行星549（549 Jessonda）是一颗围绕太阳公转的小行星。1904年11月15日，马克斯·沃夫在海德堡描述了此天体。
該小行星以德国作曲家路易斯·施波尔的歌剧《耶松达》的登場人物耶松达（Jessonda）命名。
这颗小行星的绝对星等为11.01等。

## 相关條目
- 小行星列表/10001-11000

## 外部連結
- Asteroid Lightcurve Database (LCDB) （页面存档备份，存于）, query form (info （页面存档备份，存于）)
- Dictionary of Minor Planet Names, Google books
- Discovery Circumstances: Numbered Minor Planets (10001)-(15000) （页面存档备份，存于） – Minor Planet Center
- 小行星549 at AstDyS-2, Asteroids—Dynamic Site
  - Ephemeris · Observation prediction · Orbital info · Proper elements · Observational info
- NASA JPL小天體瀏覽器上的小行星549

| 前一小行星： 小行星548 | 小行星列表 | 後一小行星： 小行星550 |